# Mohd Fadzli Saari
Mohd Fadzli Saari (ur. 1 stycznia 1983 w Kuala Lipis) – piłkarz malezyjski grający na pozycji pomocnika.

## Kariera klubowa
Karierę piłkarską Fadzli rozpoczął w niemieckim klubie SV Wehen Wiesbaden, jednak nie przebił się do pierwszego składu. W 2002 roku wrócił do Malezji i został piłkarzem Pahang FA. Wtedy też zadebiutował w jego barwach w pierwszej lidze malezyjskiej. W 2004 roku wywalczył z nim mistrzostwo Malezji, a w 2006 roku zdobył Puchar Malezyjskiej Federacji Piłkarskiej. W latach 2006–2008 grał w Selangorze FA. W 2009 roku ponownie zmienił klub i przeszedł do KL PLUS FC z miasta Petaling Jaya. Grał też w PBDKT T-Team FC, Sime Darby FC, ATM FA i Felcra FC.

## Kariera reprezentacyjna
W reprezentacji Malezji Fadzli zadebiutował w 2002 roku. W 2007 roku został powołany do kadry na Puchar Azji 2007. Tam rozegrał 2 spotkania: z Chinami (1:5) i z Uzbekistanem (0:5).